# White-shoe
En Estados Unidos, una white-shoe firm (en español: firma de zapato blanco) es una empresa de servicios profesionales tradicionalmente asociada con la élite wasp graduada en las universidades de la Ivy League. El término generalmente se refiere a despachos de abogados e instituciones financieras de Wall Street, así como a las grandes auditorías y otras firmas de Nueva York y Boston.

## Ejemplos

### Finanzas
Tradicionales
- Brown Brothers Harriman & Co.
- Dillon, Read & Co. (adquirida por UBS en 1998)
- First Boston (adquirida por Credit Suisse en 1990)
- Kuhn, Loeb & Co. (fusionada en Lehman Brothers en 1977)
- J.P. Morgan & Co.[3][4] (fusionada con Chase Manhattan en 1996 y adquirida por JPMorgan Chase en 2000)
- Morgan Stanley[5]
- White Weld & Co. (adquirida por Merrill Lynch en 1978)

Modernos
- Goldman Sachs[6]
- Morgan Stanley
- JPMorgan Chase[7]
- Evercore
- Lazard Frères & Co.[8]